# Welle: Erdball
Welle: Erdball (w skrócie: W:E) – niemiecka grupa muzyczna założona na początku lat 90. XX w., wykonująca muzykę elektroniczną; prekursorzy bitpopu.
Muzykę W:E charakteryzuje zwykle szybki rytm, proste progresje, wpadające w ucho melodie. Utwory zespołu często nawiązują do twórczości Kraftwerk. Cechą charakterystyczną brzmień Welle: Erball jest wykorzystanie komputera Commodore 64 jako instrumentu muzycznego i syntezatora mowy.
Grupa jest również członkiem demosceny związanej z komputerem C-64, gdzie wydaje kolekcje muzyczne i gry.

## Skład zespołu
- Honey – teksty, wokal
- A.L.F. – muzyka, programowanie
- Frl. Venus – instrumenty perkusyjne
- Plastique – instrumenty perkusyjne

## Dyskografia
- Nyntändo-Schock (1993)
- Frontalaufprall (1994)
- W.O.L.F. (1995)
- Alles ist möglich (1995)
- Tanzpalast 2000 (1996)
- Deine Augen / Arbeit Adelt! (1998)
- Der Sinn des Lebens (1998)
- Starfighter F-104G (2000)
- VW-Käfer & 1000 Tage (2001)
- Super 8 (2001)
- Die Wunderwelt der Technik (2002)
- Nur tote Frauen sind schön  (2003)
- Horizonterweiterungen (2004)
- Chaos Total (2006)